# Roland Juno-106
Le Roland Juno-106 est un synthétiseur analogique polyphonique conçu par Roland en 1984 et produit jusqu'en 1986.
Il dispose d'une polyphonie de six voix, d'un oscillateur analogique par voix contrôlé numériquement (DCO), d'une mémoire de 128 patchs et d'un clavier de 61 touches. Il est doté d'un filtre analogique de 24 dB/octave. Conçu sur la base du Juno-60, il est le premier de la gamme Roland Juno à disposer d'une interface MIDI.
Il est notamment utilisé pour l'album Homework de Daft Punk.